# Untitled (Nas)
Il nono album del rapper statunitense Nas è stato pubblicato il 15 luglio 2008 dalla Def Jam e dalla The Jones Experience, etichetta di Nas. L'album non presenta un titolo ufficiale, e viene solitamente indicato come Untitled o con il titolo originale Nigger. Quest'ultimo è stato cambiato in seguito alle polemiche suscitate dall'epiteto razziale. L'album si distingue per il suo contenuto politico, le diverse fonti di produzione e gli argomenti provocatori.
Untitled debutta al primo posto nella Billboard 200, quinto album di Nas a riuscirci. L'11 settembre del 2008, il disco è certificato d'oro dalla RIAA per il mezzo milione di copie vendute negli Stati Uniti. Dopo la sua pubblicazione, l'album ha ricevuto generalmente critiche positive dagli addetti ai lavori.

## Background

### La controversia del titolo
Il titolo originale dell'album, Nigger è stato menzionato più volte da Nas, come nella performance al Roseland Ballroom di New York City il 12 ottobre 2007, quando ha annunciato il titolo e la data di pubblicazione. La Def Jam non ha fatto commenti sul titolo. La situazione è stata simile a quando nel 2006 Nas ha tentato di nominare il suo album, poi intitolato Hip Hop Is Dead, prima Nigga poi Hip Hop Is Dead... The N. Nel 2007 la NAACP ha seppellito la parola "Nigga" (assieme a ogni variante) in una cerimonia funeraria in quel di Detroit comprendente, tra gli altri, anche la leggenda hip hop Kurtis Blow.
Secondo Andy Kellman per Allmusic, «da quel momento fino all'uscita dell'album [...] è stata prestata maggiore attenzione alle mosse del MC rispetto al recente passato.» Il 19 maggio del 2008 è stato confermato che Nas ha cambiato il nome all'album in uno senza titolo (anche se su iTunes, l'album è omonimo), dichiarando che «le persone sapranno sempre qual è il vero titolo di questo album e come chiamarlo».
La copertina del disco presenta la schiena di Nas con cicatrici da flagellazione che mostrano la lettera N, un riferimento all'insulto razzista e al modo in cui gli schiavi era torturati. Hakeem Jeffries, membro dell'assemblea di Fort Green (Brooklyn), ha chiesto al supervisore dei conti di New York Thomas DiNapoli di ritirare $ 84 milioni dal fondo pensionistico che sarebbero stati investiti nella Universal e nella Vivendi se il titolo dell'album non fosse stato cambiato.
Il presidente della Def Jam dell'epoca, L.A. Reid, ha confermato che l'etichetta appoggiava pienamente la decisione di Nas di nominare l'album in quel modo. Il titolo originale dell'album aveva trovato il supporto di molti artisti, e altrettanta critica negativa da parte di altri artisti e personaggi dello spettacolo.

### Produzione
Alle produzioni, stic.man dei Dead Prez, DJ Green Lantern, Polow da Don, Salaam Remi, DJ Toomp, Stargate, Cool & Dre, The Game, Mark Ronson, Mark Batson, Jay Electronica, J. Myers, Dustin Moore, Calvin McDaniel ed Eric Hudson. Inizialmente anche No I.D., Jerfamine Dupri, Chris Webber, The Hitmen e DJ Khalil sono stati nominati tra i produttori, ma le loro tracce non sono state inserite nella tracklist, così come il beat che DJ Premier, aveva inviato a Nas per l'album, alla fine non utilizzato in questo disco.
Gli artisti presenti nell'album sono The Game, Chris Brown, Busta Rhymes, Keri Hilson, The Last Poets, Eban Thomas, Mulatto e Mykel. Nonostante Jay Electronica produca la traccia introduttiva, non ha un verso nell'album, come precedentemente dichiarato da Nas.

## Pubblicazione e promozione
Il 9 giugno del 2008, Nas ha pubblicato un mixtape con DJ Green Lantern intitolato The Nigger Tape. Il mixtape, presenta tre brani che sono stati successivamente inseriti anche nell'album senza titolo, oltre a varie tracce inedite. Nel luglio del 2008 è stato annunciato che la società di abbigliamento Fila fornirà un supporto finanziario per il marketing dell'album per un anno. In cambio, Nas indosserà scarpe da ginnastica del marchio durante le sue performance.
Prima dell'uscita dell'album senza titolo, Nas ha pubblicato un video musicale per Be a Nigger Too, una canzone che si dice sia il primo singolo. Alla fine di giugno, Nas ha dichiarato alla rivista Billboard che Be a Nigger Too non sarebbe stata nemmeno sull'album a causa di problemi relativi al campionamento. Nel corso della stessa settimana, Nas pubblica Hero, primo singolo ufficiale dell'album. The Game ha annunciato Make the World Go Round come prossimo singolo dell'album, uscito nel novembre 2008.

## Ricezione
| Recensione           | Giudizio   |
| -------------------- | ---------- |
| AllMusic             | [ 1 ]      |
| The Village Voice    | favorevole |
| Entertainment Weekly | B+         |
| Rolling Stone        | [ 21 ]     |
| The Independent      | [ 22 ]     |
| The New York Times   | mista      |
| Pitchfork            | [ 24 ]     |
| MSN Music            | A−         |
| Slant Magazine       | [ 26 ]     |
| RapReviews           | [ 27 ]     |
| PopMatters           | [ 28 ]     |

L'album è generalmente accolto in maniera positiva dai critici musicali. Sul sito Metacritic ottiene un punteggio di 71/100 basato su 25 recensioni. The Independent gli dà cinque stelle su cinque, scrivendo che «probabilmente è l'album rap più orientato alla politica dai tempi dei Public Enemy e dei The Disponsable Heroes of Hiphoprisy.» Nonostante descriva la sua produzione come «sporadicamente di successo e ampiamente discontinua», Jimmy Newlin di Slant Magazine dà all'album tre stelle e mezzo su cinque, lodando il lirismo di Nas e definendo i suoi testi «tutti magnifici.» Jody Rosen per Rolling Stone vota l'album 4/5 stelle, definendolo «un disco che si espande, furioso, profondamente ambivalente sugli argomenti riguardanti il razzismo istituzionale, il fallimento della leadership nera e le promesse della vita afroamericana agli inizi del XXI secolo.» USA Today recensisce positivamente il lavoro del rapper del Queensbridge, scrivendo che «Nas riconferma il suo status come uno dei più abili pensatori di rime e uno dei più talentuosi nel rap per il commento incisivo e provocatorio.»
Entertainment Weekly lo recensisce positivamente, la rivista The Source gli assegna quattro mic e mezzo su cinque, e ulteriori recensioni positive arrivano da The Village Voice («non puoi considerare l'ultimo di Nas tra i suoi [album] più grandi. Ma è difficile non apprezzare lo sforzo»), The A.V. Club, Billboard (4/5 stelle; «da Project Roach, dove Nas dice che la sepoltura della parola "nigger" da parte del NAACP era inutile, a Untitled, che parla del ruolo di Louis Farrakhan in America, l'MC del Queens impressiona il suo ascoltatore mentre provoca pensieri sociali e politici»), PopMatters («Illmatic era stilisticamente brillante e incalcolabilmente influente, ma Untitled è un lavoro più maturo, emotivamente guidato e filosoficamente complesso. È anche un capolavoro»), MSN Music e Dot Music.
Jesal Padania per RapReviews recensisce molto positivamente l'album, scrivendo «potresti aver notato il familiare tallone d'Achille che ha minato praticamente ogni sforzo di Nas da tempo immemorabile: il livello di qualità delle basi. Nas ha retto la sua parte del patto, con una performance indimenticabile di verve e virtuosismo che può essere facilmente paragonata a qualsiasi altra tra i suoi migliori lavori (sì, incluso Illmatic). Ma non è così semplice», notando inoltre che «l'intero network della Fox viene "Etherato" (dissato) in Sly Fox.» Padania scrive che «pochissime canzoni ti lasceranno senza fiato», tuttavia «una volta che ti concentri davvero sulle parole, ti renderai conto che questa leggenda dell'hip hop trascina da solo l'album sul traguardo in un territorio classico. Anche se la musica non è straordinaria, lo stesso Nas è leggendario in Untitled – e finché il razzismo è rilevante, lo è anche questo album.»
Andy Kellman per AllMusic gli assegna quattro stelle su cinque e, pur criticando negativamente la produzione, scrive: «Nas usa la parola "N" come un semplice punto di partenza per il suo album omonimo, il suo titolo iniziale e il suo contenuto finale sono ancora più strettamente correlati rispetto al titolo e al contenuto di Hip Hop Is Dead. È il suo album più mirato; quasi tutti i versi vanno oltre lo sparare cavolate e ricordano gli exploit per affrontare il cambio di titolo, la parola "N", le relazioni interrazziali, gli stereotipi, le lunghe braccia e gambe della Fox, l'amore per la sua gente e per il suo Paese e gli Stati Uniti dalle navi che trasportavano schiavi alla possibilità di avere un presidente nero. C'è così tanto contenuto qui da assimilare, da far pensare, discutere e dibattere, come in Death Certificate di Ice Cube o in qualsiasi altra opera dei Public Enemy o dei BDP. [...] l'MC non ha mai realizzato un album avvincente o necessario come questo.»
Jeff Weiss per il Los Angeles Times gli assegna due stelle su quattro, recensendolo negativamente e criticando i testi di Nas, percependo i suoi temi come ipocriti e incoerenti. Sputnikmusic gli assegna due stelle su cinque, scrivendo che «Untitled è tutt'altro che terribile, ma è comunque un ascolto sgradevole, deludente e irritante.» Profondamente negativa la recensione di Pitchfork, che assegna all'album senza titolo di Nas un voto di 3.8 su 10. Il 3 dicembre, l'album è stato nominato come miglior album rap ai Grammy Awards 2009, perdendo nei confronti di Tha Carter III (2008) di Lil Wayne.

### Performance commerciale
L'album debutta in prima posizione nella Billboard 200, vendendo 187 078 copie nella sua prima settimana di pubblicazione. L'11 settembre 2008, la RIAA lo certifica disco d'oro per le 500 000 copie vendute.

## Tracce
1. Queens Get The Money – 2:12 (musica: Jay Electronica)
2. You Can't Stop Us Now (featuring Eban Thomas of The Stylistics & The Last Poets) – 3:05 (musica: Salaam Remi)
3. Breathe – 3:34 (musica: Dustin Moore, J. Myers)
4. Make the World Go Round (featuring Chris Brown & The Game) – 3:49 (musica: Cool & Dre, The Game)
5. Hero (featuring Keri Hilson) – 4:00 (musica: Polow da Don)
6. America – 3:52 (musica: Stargate)
7. Sly Fox – 4:23 (musica: stic.man)
8. Testify – 2:46 (musica: Mark Batson)
9. N.I.G.G.E.R. (The Slave and the Master) – 4:33 (musica: DJ Toomp)
10. UnTitolod – 2:51 (musica: stic.man)
11. Fried Chicken (featuring Busta Rhymes) – 2:50 (musica: Mark Ronson)
12. Project Roach (featuring The Last Poets) – 1:48 (musica: Eric Hudson)
13. Y'all My Niggas – 4:16 (musica: J. Myers)
14. We're Not Alone (featuring Mykel) – 5:40 (musica: stic.man)
15. Black President – 4:29 (musica: DJ Green Lantern)

Durata totale: 54:08
Traccia bonus sull'iTunes Store nel Regno Unito
1. Like Me – 3:47 (musica: DJ Green Lantern)

Traccia bonus con il pre-ordine dell'iTunes Store
1. Proclamation – 0:59

## Formazione
- Nasir Jones – produttore esecutivo
- Antonio "L.A." Reid – produttore esecutivo
- A. Saleh – produttore esecutivo, A&R, management
- Chris Gehringer – masterizzazione
- Terese Joseph – amministratore A&R
- Leesa D. Brunson – coordinatore A&R
- Shakir Stewart – A&R per la Def Jam
- Shari Bryant – marketing
- N. Jones – management
- Kenny Meiselas ESQ – rappresentazione legale
- Paul Rothenberg ESQ – rappresentazione legale
- Tavon Sampson – direzione artistica e design
- Mieeno Peluce – fotografia della copertina
- Tavon Sampson – illustrazione della copertina e design
- Eric Altenburger – illustrazione della copertina e design
- Carol Corless – packaging
- Corbis – libretto di immagini
- Getty Images – libretto di immagini

## Classifiche

### Classifiche settimanali
| Classifica (2008)         | Posizione massima |
| ------------------------- | ----------------- |
| Belgio (Fiandre)          | 89                |
| Canada                    | 5                 |
| Francia                   | 45                |
| Irlanda                   | 54                |
| Norvegia                  | 31                |
| Regno Unito               | 23                |
| Stati Uniti               | 1                 |
| US Digital Albums         | 1                 |
| US Tastemaker Albums      | 1                 |
| US Top Rap Albums         | 1                 |
| US Top R&B/Hip-Hop Albums | 1                 |
| Svizzera                  | 10                |

### Classifiche di fine anno
| Classifica (2008)         | Posizione massima |
| ------------------------- | ----------------- |
| Stati Uniti               | 100               |
| US Top Rap Albums         | 9                 |
| US Top R&B/Hip-Hop Albums | 21                |